# Live at the Astoria
Albums de Radiohead
Pablo Honey
(1993) The Bends
(1995)
Live at the Astoria est le premier album live du groupe de rock alternatif britannique Radiohead. Enregistré le 27 mai 1994 à l'Astoria de Londres, il sort le 13 mars 1995 en CD et en VHS, et plus tard en DVD en 2005 sur le label Parlophone.
Le groupe joue plusieurs chansons inédites durant le concert (Bones, Black Star, The Bends,My Iron Lug, Fake Plastic Trees, Just et Street Spirit [Fade Out]) . Ces chansons ne seront en effet, à part les trois dernièrement citées qui sortiront sous forme de single, plus entendues jusqu'à la sortie de The Bends, dix mois plus tard. Cet album regroupe des chansons des deux premiers albums, ainsi qu'une face-B, Maquiladora, et un single non-paru dans un album, Pop Is Dead. Cet album est le seul enregistrement vidéo pris en live de toute la carrière de Radiohead.

## Version DVD
L'édition DVD de Live at the Astoria, restaurée et remastérisée numériquement, a été publiée le 21 novembre 2005 en Europe et le 22 novembre 2005 en Amérique du Nord. Pour être inclus sur les disques de bonus des rééditions de Pablo Honey et The Bends, le concert a été divisé en deux ; You, Ripcord, Creep, Prove Yourself, Vegetable, Stop Whispering, Anyone Can Play Guitar, Pop is Dead et Blow Out sur la ré-édition de Pablo Honey alors que Bones, Black Star, The Bends, My Iron Lung, Maquiladora, Fake Plastic Trees, Just et Street Spirit (Fade Out) ont été publiés avec la ré-édition de The Bends.

## Liste des Pistes
1. You (3:48)
2. Bones (3:08)
3. Ripcord (3:17)
4. Black Star (3:44)
5. Creep (4:10)
6. The Bends (3:56)
7. My Iron Lung (5:06)
8. Prove Yourself (2:24)
9. Maquiladora (3:16)
10. Vegetable (3:14)
11. Fake Plastic Trees (4:29)
12. Just (3:43)
13. Stop Whispering (5:16)
14. Anyone Can Play Guitar(4:16)
15. Street Spirit [Fade Out] (4:24)
16. Pop Is Dead (2:22)
17. Blow Out (6:14)

## Personnel
Toutes les chansons sont écrites par Radiohead et jouées par tous les membres du groupe.
- Jim Warren - Mixage
- Brett Turnbull - Directeur
- Bayliss Sarah - Producteur
- Stanley Donwood & The White Chocolate Farm - Artwork couverture et livret